# Jost Delbrück
Jost Wilhelm Ernst Delbrück (* 3. November 1935 in Pyritz, Pommern; † 6. November 2020 in Kiel) war ein deutscher Völkerrechtler und von 1985 bis 1989 Präsident und Rektor der Christian-Albrechts-Universität zu Kiel.

## Familie, Leben und Beruf
Jost Delbrück gehörte zu jener ursprünglich aus Alfeld an der Leine stammenden niedersächsischen Familie Delbrück, die im 19. Jahrhundert in Preußen und im Deutschen Kaiserreich einige einflussreiche Positionen innehatte.
Delbrück studierte Rechtswissenschaft und Politikwissenschaft an der Eberhard Karls Universität Tübingen, der Indiana University School of Law in Bloomington und an der Christian-Albrechts-Universität zu Kiel, wo er 1963 mit der Untersuchung „Die Entwicklung des Verhältnisses von Sicherheitsrat und Vollversammlung der Vereinten Nationen“ zum Dr. iur. promovierte. Von 1963 bis 1971 war er Lehrbeauftragter an der Universität in Kiel, habilitierte sich anschließend zum Thema „Die Rassenfrage als Problem des Völkerrechts und nationaler Rechtsordnungen“ und wirkte von 1971 bis 1972 als Vertretungsprofessor an der Universität Hamburg. Zum Sommersemester 1972 erhielt er einen Ruf als Professor für Politische Wissenschaft und Allgemeine Staatslehre als Nachfolger von Gerhard Leibholz an die Universität Göttingen, kehrte aber zum Wintersemester 1976 an die Kieler Universität zurück und erhielt dort den Lehrstuhl für Völkerrecht, Staatsrecht und Allgemeine Staatslehre der Rechtswissenschaftlichen Fakultät.
Von 1976 bis 2001 war Delbrück neben seiner Lehrtätigkeit Direktor am Walther-Schücking-Institut für internationales Recht an der Universität Kiel. Ab 1978 wirkte er auch als Richter am gemeinsamen Oberverwaltungsgericht der Länder Niedersachsen und Schleswig-Holstein in Lüneburg bis zu dessen Teilung in zwei eigenständige Oberverwaltungsgerichte 1991. Von 1985 bis 1989 war Delbrück zunächst Präsident, dann Rektor der Christian-Albrechts-Universität zu Kiel. Ab 1991 hielt er zudem regelmäßig Vorlesungen an seiner alten Alma Mater, der Indiana University School of Law in Bloomington.
Zu seinen Schülern gehörten Karl-Ulrich Meyn (Universität Jena), Eibe Riedel (Universität Mannheim), Hans-Joachim Schütz (Universität Rostock), Stephan Hobe (Universität zu Köln), Anne Peters (Max-Planck-Institut für ausländisches öffentliches Recht und Völkerrecht), Christian Tietje (Universität Halle-Wittenberg) sowie im weiteren Sinne Klaus Dicke (Universität Jena).
2001 wurde Delbrück emeritiert. Er starb im November 2020, drei Tage nach seinem 85. Geburtstag, in Kiel.

## Ehrenämter
Ab 1988 war Delbrück Mitglied des Ständigen Internationalen Schiedshofes in Den Haag. Von 1997 bis 2001 war er Präsident der Deutschen Gesellschaft für Völkerrecht. Delbrück war u. a. Delegierter der Bundesrepublik Deutschland im UN-Menschenrechtsausschuss und Mitglied in der Förderkommission der Deutschen Gesellschaft für Friedens- und Konfliktforschung. Er gehörte ferner dem Kuratorium Unteilbares Deutschland an.

## Ehrungen
Am 27. Mai 2002 wurde ihm die Ehrendoktorwürde der Fakultät für Geistes-, Sozial- und Erziehungswissenschaften der Otto-von-Guericke-Universität Magdeburg verliehen und 2006 das Kieler Prunksiegel.

## Werke
Das frühe Werk Delbrücks vor dem Ende des Ost-West-Konfliktes umfasst insbesondere die Kriegsursachenforschung, Arbeiten zu ethischen Diskursen der Friedens- und Weltordnungspolitik sowie zum gesamteuropäischen Sicherheitssystem und zu völkerrechtlichen Normen. Nach 1990 widmete er sich vermehrt der Gestaltung des Staats-, Europa- und Völkerrechts durch die einsetzende Globalisierung. Ergänzt wurde dieser Forschungskern durch Analysen zum Rundfunk- und Telekommunikationsrecht, zum Ausländerrecht sowie zu Recht und Politik der Vereinten Nationen im Allgemeinen.
Selbständige Schriften:
- The Development of the Security Council’s Powers and Voting Procedure Prior to San Francisco. LL.M. Thesis, Bloomington/Indiana 1960.
- Die Entwicklung des Verhältnisses von Sicherheitsrat und Vollversammlung der Vereinten Nationen. Diss., Kiel 1964.
- Deutsche Ostpolitik und Europäisches Sicherheitssystem (= Schriftenreihe der Grenzakademie Sankelmark; 2). Grenzakademie Sankelmark, Sankelmark, 1968, DNB 750849649.
- Die Rassenfrage als Problem des Völkerrechts und nationaler Rechtsordnungen. Athenäum-Verlag, Frankfurt am Main 1971, DNB 720012015. Zugleich Habilitationsschrift an der Universität Kiel.
- Menschenrechte und Grundfreiheiten im Völkerrecht: anhand ausgewählter Texte, internationaler Verträge und Konventionen (= Materialien zum öffentlichen Recht; 2). Boorberg, Stuttgart/München/Hannover 1972, ISBN 3-415-00240-3.
- Direkter Satellitenrundfunk und nationaler Regelungsvorbehalt: Rechtsgutachten erstattet im Auftrag der Arbeitsgemeinschaft der Öffentlich-Rechtlichen Rundfunkanstalten der Bundesrepublik Deutschland (ARD) (= Beiträge zum Rundfunkrecht; 25). Metzner, Frankfurt am Main, 1982, ISBN 3-7875-0425-7.
- Die Rundfunkhoheit der deutschen Bundesländer im Spannungsfeld zwischen Regelungsanspruch der Europäischen Gemeinschaft und nationalem Verfassungsrecht: Rechtsgutachten erstattet im Auftrag der deutschen Bundesländer (= Beiträge zum Rundfunkrecht; 37). Metzner, Berlin/Frankfurt am Main, 1987, ISBN 3-7875-0437-0.
- Die UNESCO im Dienste des Menschenrechtsschutzes: Die speziellen Gewährleistungen auf den Gebieten Erziehung, Wissenschaft, Kultur und ihre Durchsetzung: Antrittsrede als Rektor am 30. Mai 1985. Neumünster 1988. Abgedruckt in: Jost Delbrück: Die Konstitution des Friedens als Rechtsordnung: zum Verständnis rechtlicher und politischer Bedingungen der Friedenssicherung im internationalen System der Gegenwart (= Schriften zum Völkerrecht; 121). Herausgegeben von K. Dicke, S. Hobe, K.-U. Meyn, E. Riedel und H.-J. Schütz. Duncker und Humblot, Berlin 1996, ISBN 3-428-08586-8, S. 32–43.
- Von der Schwierigkeit, Deutscher zu sein: Gedanken aus Anlaß der 50. Wiederkehr der Reichskristallnacht. Neumünster 1988.
- Verantwortung für den Staat des Grundgesetzes: Staatsmacht – Parteienmacht – Bürgerohnmacht?. Kiel 1988.
- Im Spannungsfeld von Wissenschaft und Politik – Rückblick auf die Amtszeit 1985–1989. Neumünster 1989.
- Die Konstitution des Friedens als Rechtsordnung: Zum Verständnis rechtlicher und politischer Bedingungen der Friedenssicherung im internationalen System der Gegenwart (= Schriften zum Völkerrecht; 121). Duncker & Humblot, Berlin, 1996, ISBN 3-428-08586-8.
- Das Staatsbild im Zeitalter wirtschaftsrechtlicher Globalisierung. In: C.Tietje, G. Kraft: Das Staatsbild im Zeitalter wirtschaftsrechtlicher Globalisierung: Erste Christian Thomasius-Vorlesung zum Internationalen Wirtschaftsrecht.  Institut für Wirtschaftsrecht, Halle (Saale), 2002, ISBN 3-86010-654-6.
- zusammen mit Rüdiger Wolfrum: Völkerrecht, Band I/1. Begründet von Georg Dahm. de Gruyter Recht, Berlin/New York, 2. Auflage, 1989, ISBN 3-11-005809-X.
- zusammen mit Rüdiger Wolfrum: Völkerrecht, Band I/2. Begründet von Georg Dahm. de Gruyter Recht, Berlin/New York, 2. Auflage, 2002, ISBN 3-89949-023-1.
- zusammen mit Rüdiger Wolfrum: Völkerrecht, Band I/3. Begründet von Georg Dahm. de Gruyter Recht, Berlin/New York, 2. Auflage, 2002, ISBN 3-89949-024-X.
- Nichtregierungsorganisationen: Geschichte – Bedeutung – Rechtsstatus (= Rechtspolitisches Forum; 13; ISSN 1616-8828). IRP, Trier, 2003, DNB 968832504.
- Die internationale Verkehrsordnung. Grenzüberschreitender Verkehr zu Lande, auf Binnenwasserstraßen und in der Luft (= Veröffentlichungen des Walther-Schücking-Instituts für Internationales Recht an der Universität Kiel, Bd. 190). Duncker & Humblot, Berlin 2015, ISBN 978-3-428-14831-8.

Festschrift
- Klaus Dicke u. a. (Hrsg.): Weltinnenrecht. Liber amicorum Jost Delbrück (= Veröffentlichungen des Walther-Schücking-Instituts für Internationales Recht an der Universität Kiel, Bd. 155). Duncker & Humblot, Berlin 2005, ISBN 978-3-428-11497-9.